# Kailia Posey
Kailia Lexis Posey (Las Vegas, 19 de abril de 2006 - Blaine, 2 de maio de 2022) foi uma concorrente de concurso de beleza americana e personalidade de reality show mais conhecida por sua aparição no programa da emissora TLC, Toddlers and Tiaras.
Posey competiu em concursos de beleza infantil desde os três anos de idade até sua morte aos 16 anos. Ela tinha cinco anos quando apareceu na quarta temporada de Toddlers & Tiaras, durante a qual ela também se tornou o tema do meme da internet "Grinning Girl". Posey ganhou o título de Miss Lynden Teen em 2021.
Em 2 de maio de 2022, Posey foi encontrado morta em um parque em Blaine, Washington. Sua morte foi considerada suicídio por enforcamento.